# Narycia marmarurga
Narycia marmarurga är en fjärilsart som beskrevs av Edward Meyrick 1907. Narycia marmarurga ingår i släktet Narycia och familjen säckspinnare. Inga underarter finns listade i Catalogue of Life.